# Aloe bakeri

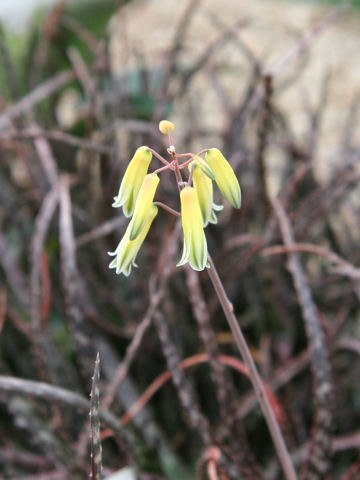
Blüten

Aloe bakeri ist eine Pflanzenart der Gattung der Aloen in der Unterfamilie der Affodillgewächse (Asphodeloideae). Das Artepitheton bakeri ehrt den britischen Botaniker John Gilbert Baker.

## Beschreibung

### Vegetative Merkmale
Aloe bakeri wächst stammbildend, verzweigt und bildet dichte Klumpen mit bis zu 100 Trieben und mehr. Die Triebe sind 10 bis 20 Zentimeter lang und 0,5 bis 0,7 Zentimeter breit. Die etwa zwölf dreieckigen, verjüngt-zugespitzten Laubblätter sind auf 5 bis 7 Zentimeter Länge zerstreut angeordnet. Die grüne, rötlich überhauchte Blattspreite ist 7 Zentimeter lang und 8 Millimeter breit. Auf der Blattoberfläche befinden sich gelegentlich hellgrüne Flecken. Die festen weißen Zähne am Blattrand sind 1 Millimeter lang und stehen 1 bis 2 Millimeter voneinander entfernt. Die Blattscheiden sind 5 bis 10 Millimeter lang.

### Blütenstände und Blüten
Der einfache Blütenstand erreicht eine Höhe von 25 bis 30 Zentimetern. Die lockeren, fast kopfigen Trauben sind 3 bis 4 Zentimeter lang. Sie bestehen aus acht bis zehn Blüten. Die eiförmigen und spitz zulaufenden Brakteen weisen eine Länge von 3 Millimeter auf und sind 1,5 Millimeter breit. Die an ihrer Basis rötlich aprikosenfarbigen Blüten sind darüber orange und werden zur Mündung hin gelb. Die Zipfel sind grün gespitzt. Die Blüten stehen an 10 bis 12 Millimeter langen Blütenstielen. Sie sind 23 Millimeter lang und an ihrer Basis kurz verschmälert. Oberhalb des Fruchtknotens sind die Blüten leicht verengt. Zur Mündung hin sind sie erweitert. Ihre äußeren Perigonblätter sind nicht miteinander verwachsen. Die Staubblätter und der Griffel ragen bis zu 1 Millimeter aus der Blüte heraus.

### Genetik
Die Chromosomenzahl beträgt {\displaystyle 2n=14}.

## Systematik, Verbreitung und Gefährdung
Aloe bakeri ist auf Madagaskar auf flachgründigen Böden und in Ritzen auf felsigen Hügeln in Höhen von 40 Metern verbreitet.
Die Erstbeschreibung durch George Francis Scott-Elliot wurde 1891 veröffentlicht. Ein nomenklatorisches Synonym ist Guillauminia bakeri (Scott-Elliot) P.V.Heath (1994).
Aloe bakeri wird in Anhang I des Washingtoner Artenschutz-Übereinkommen geführt.

## Nachweise